# نووکوزنتسک
شهر نووکوزنتسک (به روسی: Новокузнецк) در کشور روسیه و در اوبلاست کمروو واقع شده‌است.